# Prionops retzii
Prionops retzii е вид птица от семейство Prionopidae.

## Разпространение
Видът е разпространен в Ангола, Ботсвана, Замбия, Зимбабве, Демократична република Конго, Кения, Малави, Мозамбик, Намибия, Сомалия, Свазиленд, Танзания и Южна Африка.